# يوديد الزرنيخ الثلاثي
يوديد الزرنيخ الثلاثي مركب كيميائي له الصيغة المجملة AsI3، ويكون على شكل بلورات حمراء برتقالية لها رائحة واخزة.

## الخواص
- تعد انحلالية مركب يوديد الزرنيخ الثلاثي ضعيفة في الماء، وهو يتحلمه ببطء حيث يشكل أكسيد الزرنيخ الثلاثي وحمض الهيدرويوديك. يتشكل حمض الزرنيخوز أثناء التفاعل، والذي يكون في حالة توازن كيميائي مع حمض الهيدرويوديك. تكون للمحاليل المائية من يوديد الزرنيخ الثلاثي صفة حمضية واضحة، حيث تبلغ قيمة الأس الهيدروجيني 1.1 لمحلول 0.1N.
- يؤدي تسخين المركب إلى درجات حرارة مرتفعة إلى تفككه، حيث يتشكل مزيج من الزرنيخ واليود، بالإضافة إلى تشكل أكسيد الزرنيخ الثلاثي.

## التحضير
يحضر يوديد الزرنيخ الثلاثي من تفاعل كلوريد الزرنيخ الثلاثي مع يوديد البوتاسيوم:
AsCl3 + 3KI → AsI3 + 3 KCl

## الاستخدامات
استخدم يوديد الزرنيخ الثلاثي في السابق للعلاج، حيث كان يسمى محلوله المائي باسم محلول دونوفان Donovan's solution. كان المحلول يوصف في حالات الإصابة بالروماتزم والتهاب المفاصل والملاريا. إلا أن سمية المركب وتطور الطب وعلم الصيدلة أدى إلى الحد من استخدامه في هذا المجال.